# Osservatorio Boyden
| 4301 Boyden          | 7 agosto 1966 |
| 5298 Paraskevopoulos | 7 agosto 1966 |
| 11781 Alexroberts    | 7 agosto 1966 |
| 14310 Shuttleworth   | 7 agosto 1966 |

L'osservatorio Boyden è un osservatorio astronomico sudafricano situato presso Maselspoort, a nord-est di Bloemfontein, alle coordinate 29°02′19.79″S 26°24′17″E a 1380 m s.l.m.. Il suo codice MPC è 074 Boyden Observatory, Bloemfontein.
L'osservatorio è accreditato dal Minor Planet Center per la scoperta di quattro asteroidi effettuate nel 1966.

## Storia
L'osservatorio venne fondato nel 1889 dall'Università di Harvard impiegando il lascito di 238000 $ da parte di Uriah Atherton Boyden per avere un impianto nell'emisfero australe. La prima sede scelta fu sul monte Harvard, presso Lima, per poi essere trasferito l'anno successivo ad Arequipa in Perù. L'incarico per l'individuazione del sito fu affidato a Solon Irving Bailey.
Nel 1898, sulla base di lastre scattate dall'osservatorio, venne individuata Febe, una delle lune di Saturno.
Nel 1927 venne trasferito nell'attuale sede e passò sotto la gestione dell'Università di Free State, che ha la sua sede a Bloemfontein, capitale del Free State.